# Clarificar

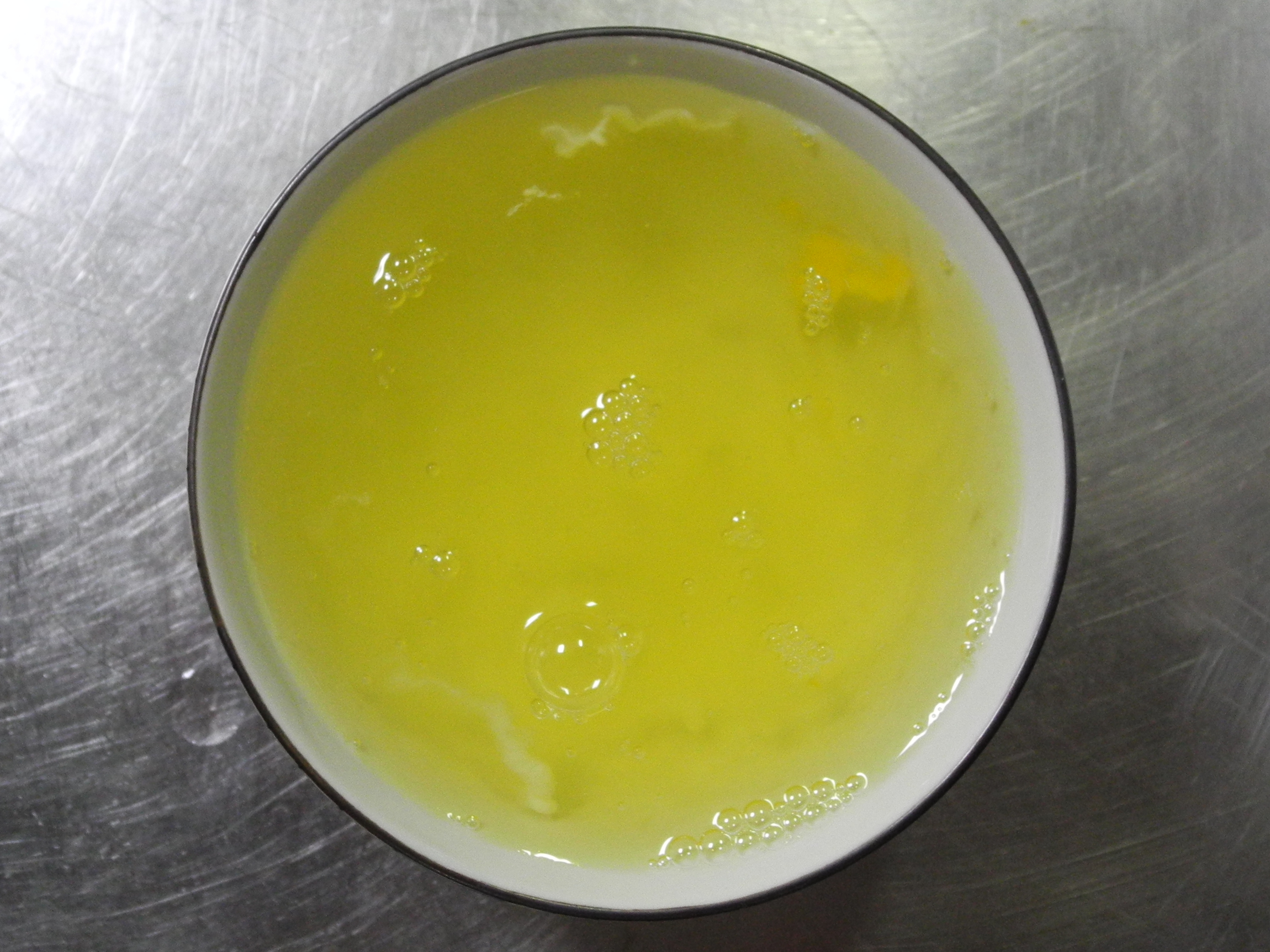
Generalmente la clara del huevo suele ser empleada en la clarificación de salsas.

Clarificar es una técnica culinaria mediante la cual un caldo de aspecto turbio y oscuro se logra estabilizar en un aspecto más claro y cristalino.  La operación se suele realizar con alimentos que proporcionan una gran cantidad de proteína como son la claras de huevo y las colas de pescado. En los caldos la clarificación se aplica a los roux. Se suele mencionar la clarificación en la elaboración de gelatinas al procesarse y dejarse transparentes como es el caso de los aspics, o a los fondos mediante la aplicación de elementos clarificantes o mediante una cuidada cocción. En el procesado del vino suele haber una clarificación que consiste en una limpieza y transparencia de la bebida final. 
La manteca (y otras grasas) se clarifican al ponerlas en fuego lento hasta alcanzar los 60 °C, y posteriormente colándola en una servilleta (o cualquier tamizador) para que sea empleada en diversas preparaciones culinarias. Un ejemplo es la manteca clarificada. 